# Адміралтейська арка
Адміралтейська арка (англ. Admiralty Arch) — триаркова арка, розташована у Лондоні. Арка сполучає Трафальгарську площу з Мелл, що прямує через Сент-Джеймський парк до Меморіалу Вікторії і Букінгемському палацу. Арка отримала свою назву від сусідньої з нею будівлі Старого Адміралтейства, з яким вона сполучена містком.

## Історія
Арка була побудована на замовлення Едуарда VII з метою увічнення пам'яті його матері королеви Вікторії. Проект арки розроблений в 1905-07 роках англійським архітектором Астоном Веббом, відомим на той час такими будівлями як будівлі Музею Вікторії і Альберта в Лондоні і Королівського морського коледжу у Дартмуті. Будівництво арки велося в 1908-13 роках відомою інженерно-будівельною компанією «Моулу». Арка була урочисто відкрита в 1912 році вже після смерті короля Едуарда (1910 рік).
Спочатку арка Адміралтейства призначалася для розміщення урядових та військово-морських установ. В 2000 році у підновлених приміщеннях арки розмістився на час ремонту урядових будівель Вайтголлу Секретаріат Кабінету міністрів. В 2011 році через програму суворої економії було вирішено виставити будівлю на торги, виставивши ціну в 75 млн фунтів. У жовтні 2012 року аукціон виграв іспанський девелопер Стефано Серрано Кеведо, який отримав будівлю в оренду на 125 років. У серпні 2013 року Адміністрація Вестмінстера дозволила переобладнати приміщення арки під розкішний готель на 100 номерів, апартаменти і приватний клуб

## Архітектура

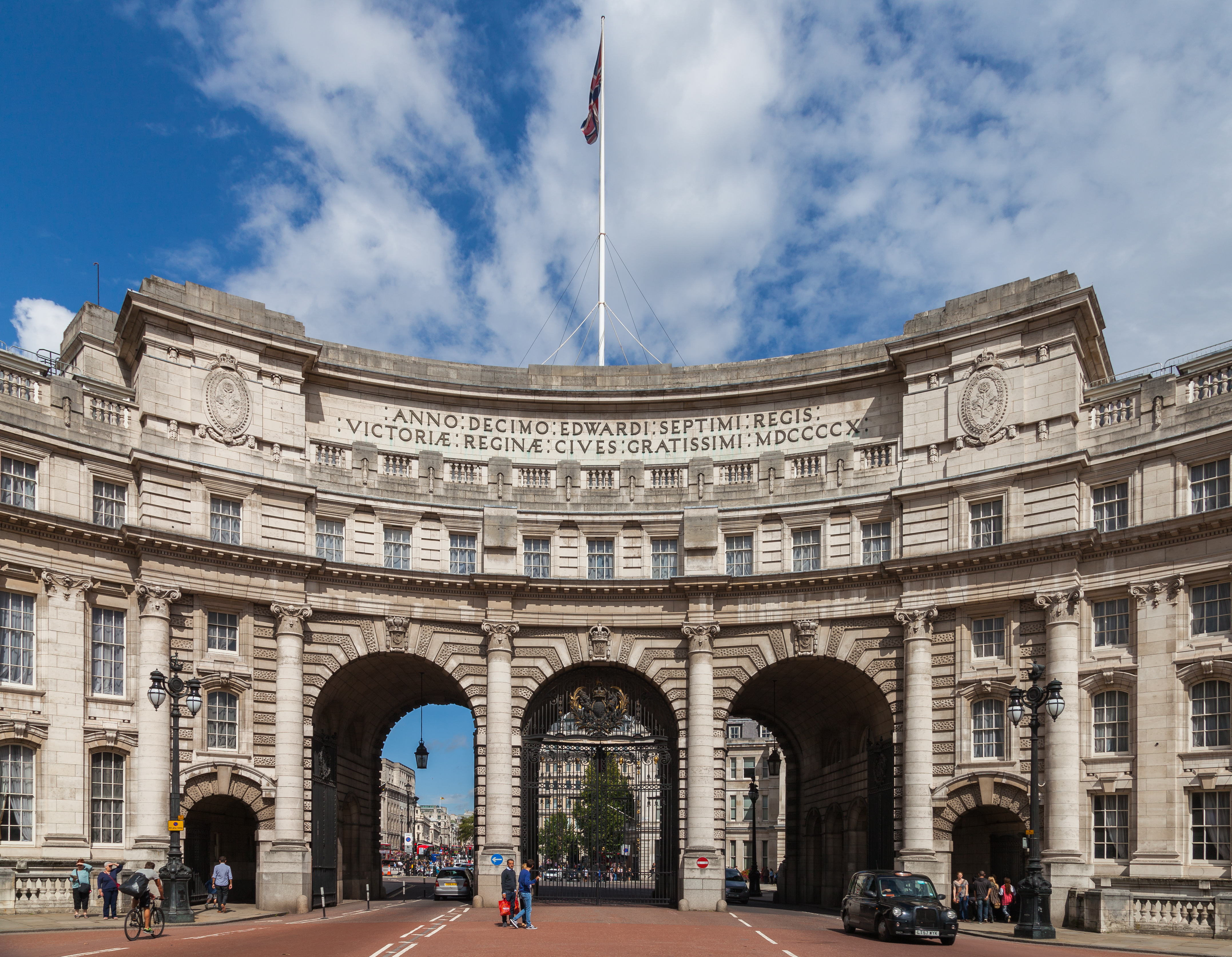
Центральна частина Арки Адміралтейства з боку Мелл

Будівлю арки споруджено з портлендського каменю (вапняк), з якого побудовані багато відомих пам'яток британської столиці (Букінгемський палац, Собор Святого Павла). У центральній частині розташовані три арки, замковий камінь кожної з яких декорований з боку фасаду королівським гербом. Центральна арка, зазвичай закрита гратами, відкривається тільки для тріумфальних маніфестацій (коронація, королівські весілля або похорон). Дві сусідні арки використовуються для проїзду автомобілів. З кожного боку від них знаходиться під одному арковому проходу для пішохідів. Арки розокремлюють шість колон з капітелями, що нагадують одночасно коринфський та іонічний ордер. Весь центральний фасад оброблений штукатуркою з відтворенням русту. Верхню частину фасаду арки, зверненого як до Мелл, так і до Трафальгарської площі, вінчає напис латиною:

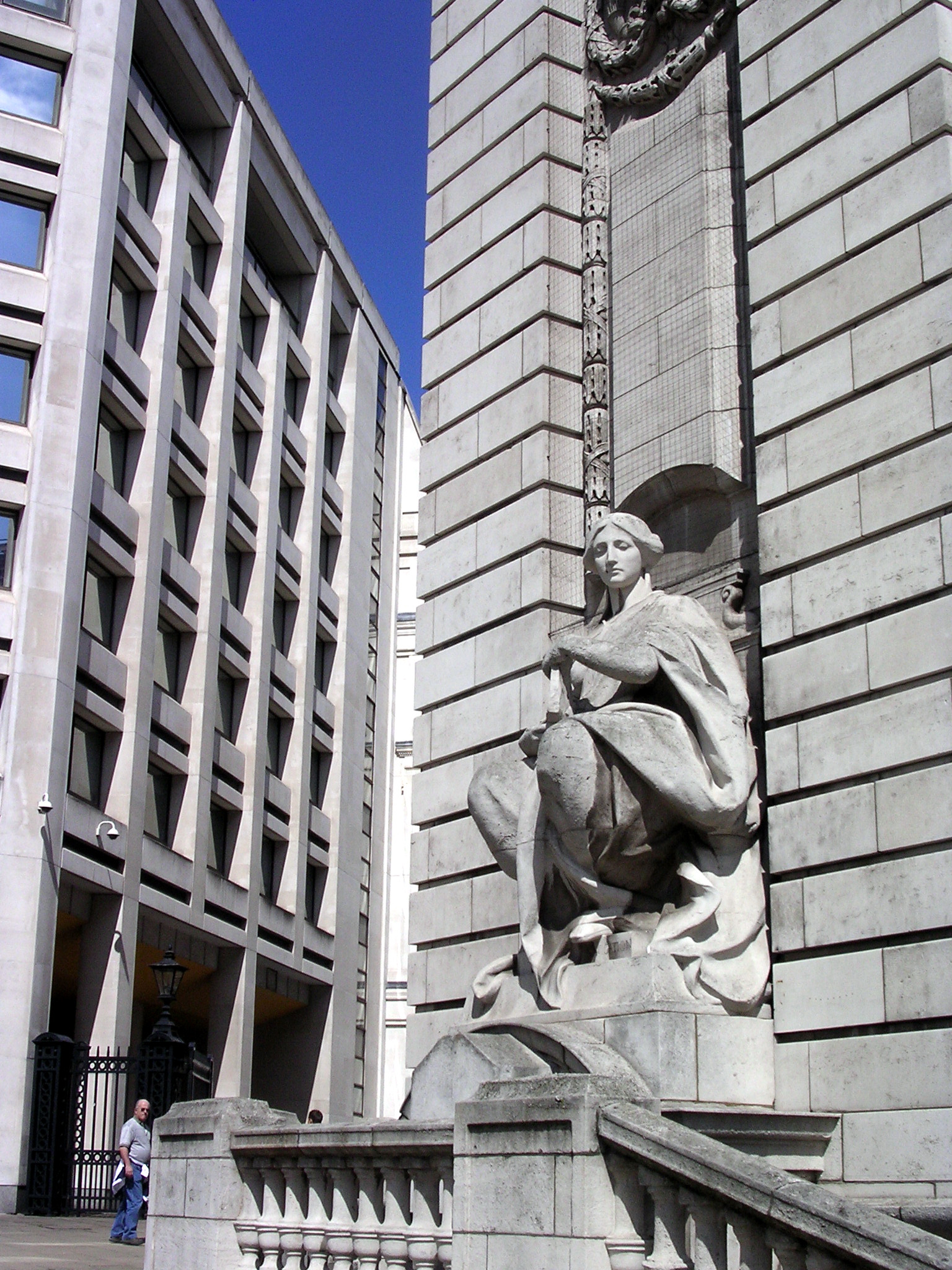
Скульптура, що символізує Навігацію

Жіночі фігури, що уособлюють мистецтво Навігації і Артилерії, встановлені на торцях лівого і правого півкола арки з боку Мелл, створені англійським скульптором Томасом Броком. Ліворуч знаходиться сидяча фігура жінки, що тримає в руках секстант. Фігура жінки, що колише в руках ствол гармати встановлена праворуч. Примітно, що вона сидить у тій позі, яка нагадує християнські зображення матері і дитини — Марії з немовлям Ісусом. Геральдичні фігури, розташовані у верхній частині торця над алегоричними скульптурами Навігації і Артилерії, символізують Королівський флот. Можливо, що зображення виконані англійським скульптором і різьбярем по дереву Вільямом Сильвером Фрітом.

## «Запасний ніс» Веллінгтона

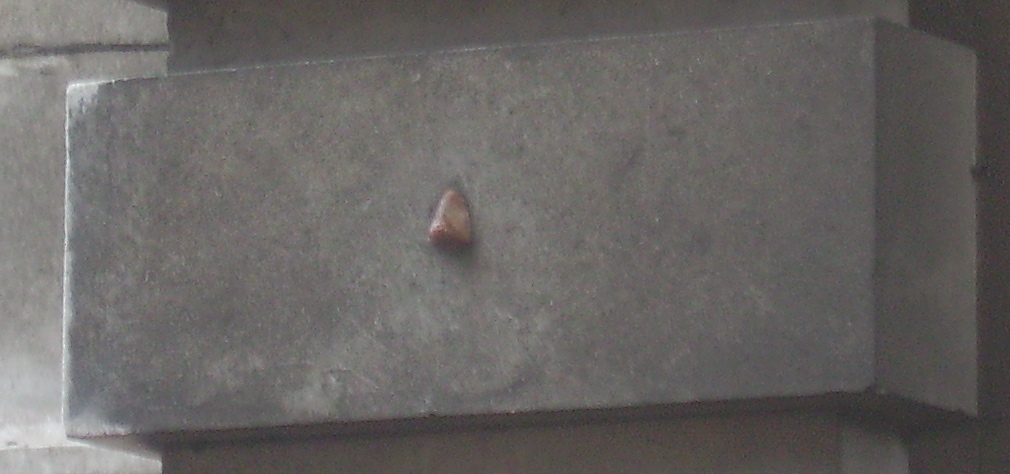
«Запасний ніс» Веллінгтона

На внутрішній стіні найпівнічнішої арки на висоті близько 2.5 м встановлено бронзовий ніс. За однією з міських легенд, цей ніс, зліплений за зразком і подобою видатного органу нюху герцога Веллінгтона, був своєрідним «привітом» британців Наполеону. Подібне розташування носа не випадкове — він був прикріплений з тим розрахунком, щоб точно відповідати висоті кінного гвардійця. Проходячи під аркою, британська гвардія терла ніс «на удачу».
Насправді, цей бронзовий ніс не що інше, як арт-розіграш і своєрідний протест проти суспільства «Старшого Брата», яке скрізь і завжди стежить за своїми громадянами. Ніс на стіні арки Адміралтейства, як і на 34 знаменитих будівлях Лондона, непомітно встановив в 1997 році англійський художник Рик Баклі, «залишивши з носом» системи зовнішнього відеоспостереження CCTV. Оригінальним зразком для зліпка послужив власний ніс Баклі. Правда відкрилася лише в 2011 році, коли Баклі, маючи намір залучити видавця для своєї книги, розкрив своє інкогніто.

## Пам'ятник Джеймсу Куку

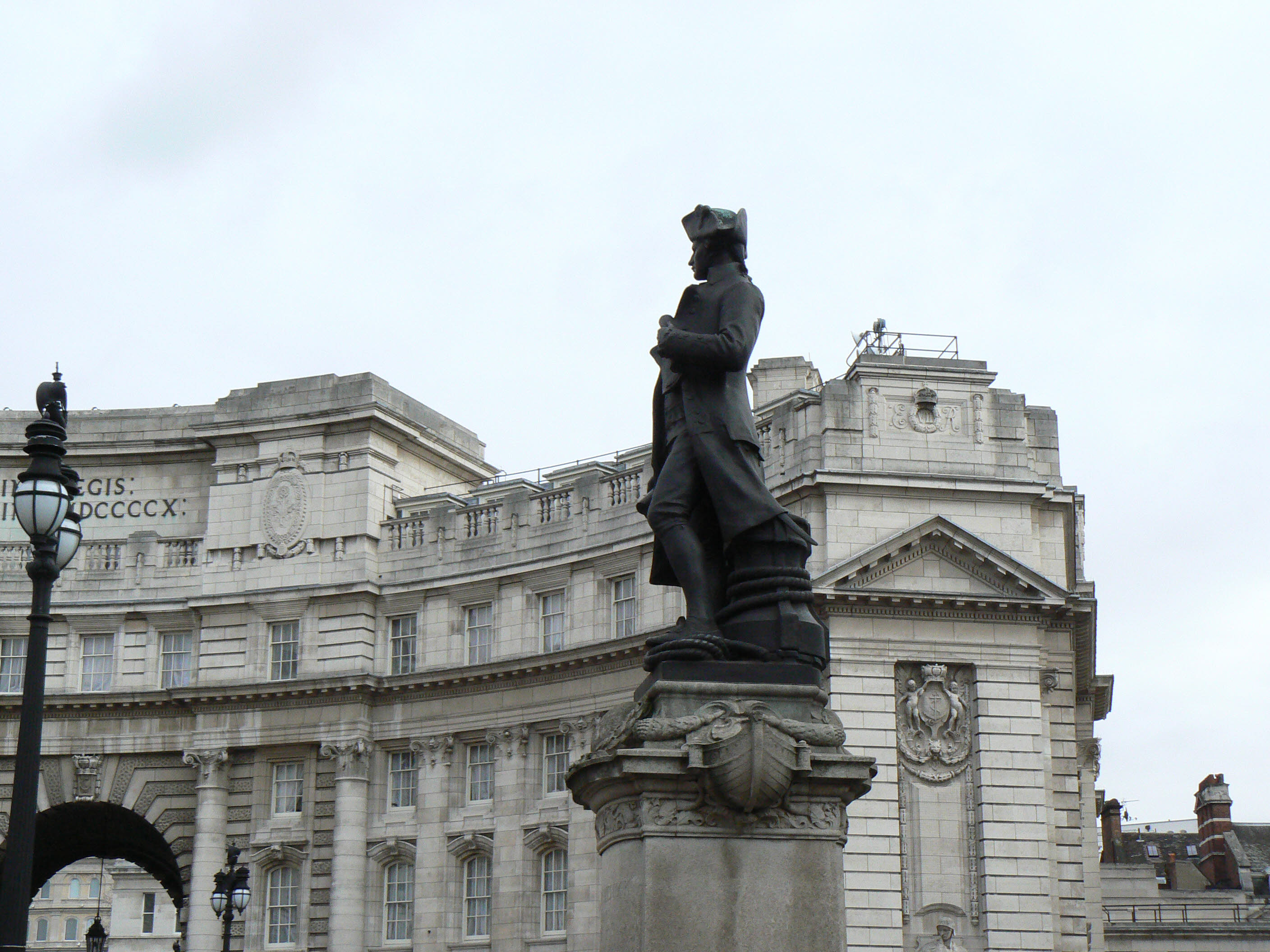
Статуя Джеймса Кука

Поруч з аркою Адміралтейства на південній стороні Мелл на кам'яному постаменті стоїть бронзова статуя Джеймса Кука роботи Томаса Брока, встановлена тут 7 липня 1914 року.
Напис на постаменті говорить: «Капітан Джеймс Кук/Королівський флот, член Королівського товариства/Народився в 1728, помер в 1779/Мореплавець, що здійснив навколосвітню подорож/дослідник Тихого океану, що заклав фундамент/ Британської імперії в Австралії і Новій Зеландії/який зобразив на мапі берега Ньюфаундленду і перетнув/браму океану Канади як зі сходу, так і з заходу//Відкритий Його Королівською Високістю, принцом Артуром Коннаутським, від імені Союзу Британської імперії 7 липня 1914».